# Wasserturm Remscheid-Hasten
Der Wasserturm Remscheid-Hasten war ein Wasserturm, der in Remscheider Ortsteil Hasten stand. Er befand sich in der Büchelstraße, in der Nähe der Pauluskirche.
Er wurde 1909 eingeweiht und war bis 1969 in Betrieb. Dann wurde er an die Firma Keiper / Recaro verkauft. 1982 wurde er abgerissen.
Die Schiefereindeckung des Daches wurde 1909 von der Dachdecker- und Bauklempnerfirma W. Carl Hermann ausgeführt.